# Попов, Иван Иванович (1866)
Ива́н Ива́нович Попо́в (28 августа 1866 — июль 1918, Москва) — русский военный деятель, генерал-лейтенант (1916). Руководитель антибольшевистской офицерской подпольной организации в Казани (1918). Член «Союза защиты Родины и свободы».

## Семья и образование
Родился в дворянской семье. Окончил 4-й Московский кадетский корпус (1883), 3-е военное Александровское училище (1885), Николаевскую академию Генерального штаба (1894; по первому разряду).
Жена — Мария Давыдовна Орлова, внучка героя Отечественной войны 1812 года И. А. Орлова, дочь генерал-лейтенанта русской императорской армии Д. И. Орлова.
Дети — Ирина Ивановна Туроверова, жена поэта-эмигранта Н. Н. Туроверова; Мария Ивановна Лифарь (р. 1924), жена брата С. Лифаря Леонида Михайловича Лифаря, вместе с мужем участвовала в работе парижского издательства «YMCA-Press», в частности, подготовке к печати первого тома книги «Архипелаг ГУЛАГ» А. Солженицына.

## Военная карьера
С 1885 — подпоручик, с 1888 — поручик 11-й артиллерийской бригады. После окончания академии произведён в штабс-капитаны и направлен на службу в Кавказский военный округ. С 1896 — капитан, с 1900 — подполковник, с 1904 — полковник, с 1912 — генерал-майор.
- В 1896—1900 — старший адъютант штаба Кавказской гренадерской дивизии.
- В 1898—1899 командовал ротой в 16-м гренадерском Мингрельском полку.
- В 1900—1904 — дежурный штаб-офицер управления Иркутской местной бригады.
- В 1903 командовал батальоном в 291-м пехотном Бобровском полку.
- В 1904—1906 — начальник штаба 73-й пехотной дивизии.
- В 1906—1908 — начальник штаба 21-й пехотной дивизии.
- В 1908—1912 — командир 56-го пехотного Житомирского полка.
- В 1912—1913 — командир 1-й бригады 41-й пехотной дивизии.
- В 1913—1914 — генерал-квартирмейстер штаба Казанского военного округа[4].

## Участие в Первой мировой войне
С началом Первой мировой войны стал генерал-квартирмейстером штаба 4-й армии, образованного на базе управления Казанского военного округа. Занимал этот пост в 1914—1915.
- В 1915 за боевое отличие награждён Георгиевским оружием
- В 1915—1916 — и. д. начальника штаба 10-й армии[5], 30 июля 1916 года за боевое отличие произведён в генерал-лейтенанты с утверждением в должности.
- В 1916—1917 — начальник 32-й пехотной дивизии.
- В апреле 1917 отчислен в резерв чинов Казанского военного округа (в этот период, после Февральской революции, со своих постов были смещены многие монархически настроенные военачальники).

## Руководитель антибольшевистской организации
Жил в Казани, где в ноябре 1917 (или в январе 1918) создал и возглавил тайную офицерскую организацию, насчитывавшую около 450 членов. Организация была ориентирована на генерала М. В. Алексеева. Входил в состав Союза защиты Родины и Свободы, возглавлявшегося Б. В. Савинковым. Создал в Казани тайный склад оружия для планировавшегося выступления против большевиков.

## Арест, тюрьма, смерть
22 мая 1918 года был арестован и отправлен в Москву. В биографии видного деятеля ВЧК-ОГПУ-НКВД Леонида Заковского приводятся некоторые данные о разгроме организации Попова. Заковский был направлен ВЧК в Казань под видом офицера для ликвидации этой организации; он же арестовал Попова.
В «Красной книге ВЧК» (второе издание, М., 1990) опубликованы протоколы трёх допросов генерала Попова — от 7, 13 и 29 июня 1918 (третий допрос проводил Феликс Дзержинский). Из протоколов следует, что Попов держался на допросах твёрдо, никого не выдал. Последовательно придерживался версии, что сформировал организацию для того, чтобы получить деньги от неких спекулянтов якобы для борьбы с большевиками, а в реальности для поддержки голодавших офицеров. Реальные источники финансирования организации не раскрыл.
Генерал Попов был расстрелян в июле 1918 года вместе с рядом других активных деятелей антибольшевистских офицерских организаций.

## Награды
- Орден Святой Анны 3-й ст. (1900; по статут.)
- Орден Святого Станислава 2-й ст. (1901)
- Орден Святой Анны 2-й ст. (1907)
- Орден Святого Владимира 4-й ст. (1910; 23.02.1911)
- Георгиевское оружие (23.04.1915)